# Kevin Burnett
Kevin Bradley Burnett (Inglewood, 24 dicembre 1982) è un giocatore di football americano statunitense che gioca nel ruolo di outside linebacker per gli Oakland Raiders della National Football League (NFL). Fu scelto nel corso del secondo giro (42º assoluto) del draft NFL 2005 dai Cowboys. Al college giocò a football alla Tennessee University. È il fratello maggiore del linebacker dei Raiders Kaelin Burnett.

## Carriera universitaria
Nei suoi 4 anni con i Tennessee Volunteers vinse il seguente titolo:
- Cotton Bowl: 1

2004
E i seguenti premi:
- First-Team All-SEC: 1

2004
- Second-Team All-SEC: 1

2003

## Carriera professionistica

### Dallas Cowboys
Burnett fu scelto nel corso del secondo giro del Draft 2005 dai Dallas Cowboys. Il 30 luglio firmò un contratto di 4 anni del valore di 3,31 milioni di dollari. Debuttò come professionista il 25 settembre 2005 contro i San Francisco 49ers e terminò la sua prima stagione giocando 13 partite con 17 tackle e un sack. Nel 2006 giocò 16 partite con 38 tackle, un sack, 2 fumble forzati e un intercetto ritornato in TD.
Nel 2007 giocò 16 partite di cui 2 da titolare con 53 tackle e un fumble forzato. L'anno seguente giocò 16 partite di cui 2 da titolare con 38 tackle, 2 sack e un fumble forzato.

### San Diego Chargers
Il 10 marzo 2009 firmò un contratto di 2 anni del valore di 5,5 milioni di dollari con i San Diego Chargers. Chiuse giocando 11 partite di cui 7 da titolare con 66 tackle e 2,5 sack. Nel 2010 giocò tutte 16 partite tutte da titolare con 95 tackle, 6 sack, 2 fumble recuperati e 2 intercetti di cui uno ritornato in TD.

### Miami Dolphins
Il 29 giugno 2011 firmò un contratto quadriennale del valore di 21 milioni di dollari (9,8 milioni garantiti), inclusi 5 milioni di bonus alla firma. Concluse la stagione giocando 16 partite tutte da titolare con 106 tackle, 2,5 sack e un intercetto ritornato in TD. Nella stagione 2012 giocò 16 partite tutte da titolare con 110 tackle, 2,5 sack e un fumble forzato.

### Oakland Raiders
Il 17 marzo 2013, dopo esser diventato free agent, firmò un contratto biennale del valore di 5,25 milioni di dollari, inclusi 1,825 milioni di bonus alla firma.. Nella settimana 3 contro i Denver Broncos forzò un fumble su Montee Ball sulle 35 yard avversarie, poi recuperato dal compagno di squadra Mike Jenkins e riportato per 20 yard. Inoltre totalizzò 10 tackle totali nella singola partita. Nella settimana successiva contro i Washington Redskins recuperò un importante fumble sulle 45 yard avversarie, riportandolo per 3 yard. Nella settimana 5 contro i San Diego Chargers forzò un fumble sulle 26 yard avversarie su Philip Rivers e un sack facendo perdere 11 yard ai danni di Rivers, oltre a 14 tackle totali. Nella settimana 11 contro gli Houston Texans fece un sack di 6 yard ai danni di Case Keenum, forzandolo al fumble, ma recuperato dai Texans. Nella settimana successiva contro i Tennessee Titans fece mezzo sack di 7 yard ai danni di Ryan Fitzpatrick. Nella settima 14 contro i New York Jets fece un intercetto sulle 37 yard avversarie ai danni di Geno Smith. Chiuse la stagione giocando 16 partite tutte da titolare con 105 tackle, 2,5 sack, 3 fumble forzati e un intercetto.

## Vittorie e premi
Nessuno

## Statistiche
| Partite totali          | 137             |
| Partite da titolare     | 75              |
| Tackle totali           | 628             |
| Sack                    | 20              |
| Intercetti              | 5               |
| Touchdown su intercetti | 3               |
| Fumble forzati          | 10              |
| Fumble recuperati       | 3               |
| Passaggi deviati        | 24              |
| Penalità fatte          | 12 per 118 yard |

Statistiche aggiornate al 4 febbraio 2014